# Zlatitsa
Zlatitsa (bulgariska: Златица) är en ort i Bulgarien. Den ligger i kommunen Obsjtina Zlatitsa och regionen Sofijska oblast, i den centrala delen av landet, 70 km öster om huvudstaden Sofia. Zlatitsa ligger 692 meter över havet och antalet invånare är 5 786.
Terrängen runt Zlatitsa är kuperad söderut, men norrut är den bergig. Närmaste större samhälle är Etropole, 16,9 km nordväst om Zlatitsa.
Trakten runt Zlatitsa består till största delen av jordbruksmark. Runt Zlatitsa är det ganska glesbefolkat, med 48 invånare per kvadratkilometer.